# کابینه سایتو
کابینه سایتو (انگلیسی: Saitō Cabinet) سی‌امین هیئت دولت ژاپن به رهبری سایتو ماکوتو از ۲۶ مه ۱۹۳۲ تا ۸ ژوئیه ۱۹۳۴ است.